# ミナルディ・PS04B

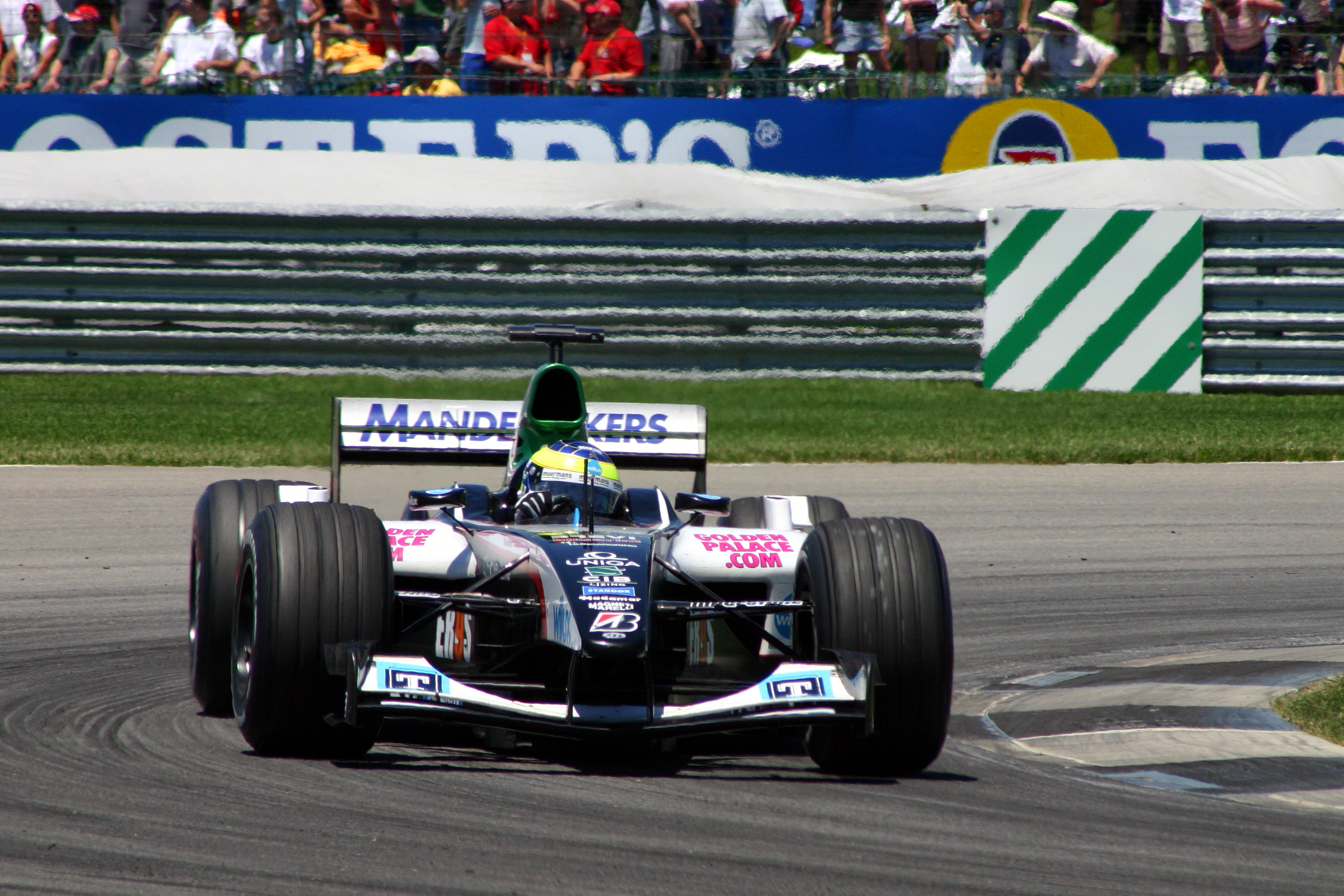
2004年アメリカGPでインディアナポリスを走行するPS04B（ドライバーはゾルト・バウムガルトナー）

ミナルディ・PS04B（Minardi PS04B）は、ミナルディが2004年のF1世界選手権参戦用に開発したフォーミュラカーで、ガブルエル・トレドッツィが設計した。2004年の開幕戦から、2005年第3戦まで実戦投入された。

## PS04B
エンジンカバー、フロントウイング翼端板、リヤウイング、インダクションポッドがPS03から変更されている。マシン名から見るとPS04（アロウズ・A23）からの改良型のようだが、実質的にPS03を2004年レギュレーションにあわせたものである。
搭載されるエンジン、CR-3Lは2003年に使用されたCR-3を1レース1エンジンに対応させた耐久力を持たせたエンジン（Long lifeのL）である。ただし、ベースとなっているCR-3は2001年にデビューのため、実質3年落ちのエンジンだった。

## 2004年シーズン
PS03に多少の改良を加えたようなマシンではポイント獲得はとても難しいことだった。しかし、大混戦となった第9戦アメリカGPでミナルディにとって2002年オーストラリアGP以来約2年ぶりのポイントを獲得した。しかし、それ以外のレースではほとんどテールエンド争いに終始し、アメリカGPでの1ポイントの獲得にとどまった。

## 2005年シーズン
開幕戦で、2004年レギュレーションに対応したマシンの状態で出走しようとしたが、最終的に2005年版に改修されて開幕戦を迎えた。エンジン名がCR-3LからCK2004に変わったが2レース1エンジンに対応した以外は基本的に同じエンジンである。PS05が完成するまでのつなぎとして第3戦まで使用された。

## スペック

### シャーシ
- シャーシ名 PS04B
- クラッチ AP
- ブレーキキャリパー ブレンボ
- ブレーキディスク・パッド ブレンボ・ヒトコ
- ホイール O・Z
- タイヤ ブリヂストン
- ギヤボックス 6速セミオートマチック

### エンジン
- エンジン名 コスワースCR-3L（コスワースCK2004）
- 気筒数・角度 V型10気筒・72度
- スパークプラグ チャンピオン
- 燃料・潤滑油 エルフ
- イグニッション コスワース

## F1における全成績
(key) （太字はポールポジション）
| 年     | チーム                | エンジン       | タイヤ | ドライバー                 | 1   | 2   | 3   | 4   | 5   | 6   | 7   | 8   | 9   | 10  | 11  | 12  | 13  | 14  | 15  | 16  | 17  | 18  | 19  | ポイント | 順位 |
| ------ | --------------------- | -------------- | ------ | -------------------------- | --- | --- | --- | --- | --- | --- | --- | --- | --- | --- | --- | --- | --- | --- | --- | --- | --- | --- | --- | -------- | ---- |
| 2004年 | ミナルディ コスワース | コスワース V10 | B      |                            | AUS | MAL | BHR | SMR | ESP | MON | EUR | CAN | USA | FRA | GBR | GER | HUN | BEL | ITA | CHN | JPN | BRA |     | 1        | 10位 |
| 2004年 | ミナルディ コスワース | コスワース V10 | B      | ジャンマリア・ブルーニ     | Ret | 14  | 17  | Ret | Ret | Ret | 14  | Ret | Ret | 18  | 16  | 17  | 14  | Ret | Ret | Ret | 16  | 17  |     | 1        | 10位 |
| 2004年 | ミナルディ コスワース | コスワース V10 | B      | ゾルト・バウムガルトナー   | Ret | 16  | Ret | 15  | Ret | 9   | 15  | 10  | 8   | Ret | Ret | 16  | 15  | Ret | 15  | 16  | Ret | 16  |     | 1        | 10位 |
| 2005年 | ミナルディF1チーム    | コスワース V10 | B      |                            | AUS | MAL | BHR | SMR | ESP | MON | EUR | CAN | USA | FRA | GBR | GER | HUN | TUR | ITA | BEL | BRA | JPN | CHN | 7*       | 10位 |
| 2005年 | ミナルディF1チーム    | コスワース V10 | B      | パトリック・フリーザッハー | 17  | Ret | 12  |     |     |     |     |     |     |     |     |     |     |     |     |     |     |     |     | 7*       | 10位 |
| 2005年 | ミナルディF1チーム    | コスワース V10 | B      | クリスチャン・アルバース   | Ret | 13  | 13  |     |     |     |     |     |     |     |     |     |     |     |     |     |     |     |     | 7*       | 10位 |

*すべてのポイントがPS05による。
2004年
- コンストラクターズランキング10位
- ドライバーズランキング20位（ゾルト・バウムガルトナー）予選最高位17位 決勝最高位8位
- ドライバーズランキング-位（ジャンマリア・ブルーニ）予選最高位16位 決勝最高位14位

2005年
- 開幕3戦のみPS04Bを使用し、0ポイント。
- パトリック・フリーザッハー 予選最高位16位 決勝最高位12位
- クリスチャン・アルバース 予選最高位17位 決勝最高位13位